# Garfield : À la recherche de Pooky
Garfield : À la recherche de Pooky (Garfield: The Search for Pooky) est un jeu vidéo d'action développé par InterActive Vision édité par The Game Factory, sorti en 2004 sur Game Boy Advance. Il faut chercher Pooky, le nounours de Garfield, qui a été volé par trois rats en traversant tous les niveaux.

## Accueil
- Jeuxvideo.com : 6/20[1]